# Sezemice (Pardubicei járás)
Sezemice település Csehországban, Pardubicei járásban. Sezemice Choteč, Kunětice, Lány u Dašic, Němčice, Časy, Dašice, Pardubice, Rokytno és Dříteč településekkel határos. Lakosainak száma 4350 fő (2024. január 1.).

## Népesség
A település lakosságának változását az alábbi diagram mutatja:
| Lakosok száma | 2771 | 3255 | 3605 | 3088 | 2863 | 3007 | 3798 | 3945 | 4062 | 4350 |
|               | 1869 | 1890 | 1921 | 1950 | 1980 | 2001 | 2017 | 2019 | 2022 | 2024 |